# Morski pas bik
Morski pas bik (Carcharhinus leucas), vrsta morskog psa iz porodice Carcharhinidae. Prilagođen je životu i u morskoj i u slatkoj vodi, tako da zalazi u rijeke veoma daleko od ušća. Psa bika današnji stručnjaci drže, zbog veoma čestih napada na ljude, najopasnijom vrstom morskih pasa. 
Živi i hrani se uz obalu u tropskim i suptropskim područjima, uz obale Afrike, Novog Zelanda, Australije, južnog dijela SAD-a i Južne Amerike; 42°N - 39°S, 117°W - 170°W.